# Krće
Krće (Servisch cyrillisch Крће) is een plaats in de Servische gemeente Sjenica. De plaats telt 337 inwoners (2002).